# Kochovo sanatorium
Kochovo sanatorium se nachází ve vilové čtvrti v Bratislavě, severozápadně od centra města na Partizánské ulici. Bylo založeno MUDr. Karlem Kochem.
Je výsledkem spolupráce tradičně orientovaného architekta Dušana Jurkoviče a funkcionalisticky orientovaných architektů Jindřicha Mergance a Otmara Klimeše. Objekt původně sloužil jako malé ženské sanatorium založené profesorem Karlem Kochem, který výrazně přispěl k jeho formování svými lékařskými zkušenostmi. V době svého vzniku bylo považováno za nejmodernější sanatorium v Československu.[zdroj⁠?!]
Dílo je zapsáno jako Národní kulturní památka do Ústředního seznamu památkového fondu Slovenské republiky a je zařazeno do seznamu mezinárodní organizace na ochranu moderní architektury DOCOMOMO. Zároveň je považováno za dílo velmi vysoké architektonické kvality.

## Základní údaje
- Architekti: Dušan Samuel Jurkovič a Jindřich Merganc
- Spolupráce: Otmar Klimeš
- Stavitel: Jozef Berný
- Návrh: rok 1928
- Realizace: 1929 – 1930
- Architektonický styl: funkcionalismus
- Typ: zdravotnické zařízení
- Místo: Partizánska 27 Bratislava

## Hmotově kompoziční řešení
Mírným zalomením hmoty ve tvaru V se objekt zdánlivě zmenšuje a tím lépe zapadá do okolní nižší vilové zástavby. Svým třídílným členěním harmonizuje s okolím, což vyplývá z faktu, že architekti neusilovali překročit limity lokality. Budova je symetrická a vyniká kultivovaným funkcionalistickým tvaroslovím. Fasády jsou řešeny jednoduše s velkými okny, dominuje zde horizontální členění podpořeny horizontálním spárováním obkladu. Díky tomuto obkladu připomíná holandskou architekturu dvacátých let. Uprostřed průčelí jsou pásová okna. I v interiérech se spojuje jednoduchost funkcionalismu s tradiční kompozicí prostoru a honosným materiálovým provedením. Barevný soulad decentních materiálů, vzdušný architektonický projev a přehlednost řešení dodávají budově velkou dávku lidskosti. Hlavními determinanty řešení byly hygiena, světlo, slunce a zdraví.

## Dispoziční řešení
Symetrická forma umožnila vytvořit čistou a jednoduchou dispozici. V půdorysu má tvar roztaženého V se zkoseným rohem. Objekt je zasazen do svahu. Severní stranou je obrácen do Partizánské ulice a jižní do zahrady. Budova je řešena jako dispoziční trojtrakt a má 4 patra. Sloužila jako porodnice a na léčení ženských chorob. Původně měla kapacitu 36 lůžek. Pokoje pro pacientky, řešené jako jedno- a dvoulůžkové se nacházely v bočních křídlech na prvním a druhém patře. Pokoje orientované na jih směrem do zahrady byly větší a měly balkon. Každý pokoj byla realizována v jiném barevném tónu ve snaze eliminovat nemocniční vzhled střediska. Na svou dobu byly pokoje komfortně a technicky vybavené, byly zde signální zvonky a světla, telefon a rádio. V stěnových výklencích byly vestavěné skříně. Ve střední části dispozice sanatoria je schodiště, v přízemí jsou vstupní prostory. V prvním patře se nacházela kaple orientována do ulice. Důraz se kladl na ordinaci a operační sál a jiné úpravy pro bezchybný chod sanatoria, realizovaly se podle zkušeností doktora Karla Kocha. Charakteristické pro operační síň jsou pásová okna, které dovolovaly optimální prosvětlení místnosti. Cele dispoziční řešení vychází ze snahy vytvořit co největší komfort pro pacientky a vytvořit sanatorium na vysoké úrovni. Tomu odpovídají i přepychové vstupní prostory, vnitřní komunikace, jakož i jednotlivé pokoje. Původně se zamýšlelo s postavením domu pro doktora Kocha v zahradě sanatoria, ale tato myšlenka nebyla zrealizována.

## Konstrukční a materiálové řešení
Nosný systém budovy je řešen jako železobetonový skelet s cihlovou výplní. Konstrukčně je to dvojtrakt s rozponem 4,95 m x 6,50 m.
Obvodové zdi mají tloušťku 35 cm a příčky 15 cm. Celá budova je obložena z exteriéru červenohnědými keramickými obkladačkami z Jurkovičovy trnavské cihelny. Zdůrazněna je horizontální spára. Okna jsou jednoduché s ocelovými rámy. Vstupní prostory honosně obloženy travertinem a mramorem. Kaple je zasklená se šikmým zastřešením. Zvolené materiály působí decentně a přitom velmi lidským dojmem.

## Historie a současnost
Během druhé světové války se díky své poloze a vybavení stalo sanatorium německou ženskou klinikou. Po válce bylo znárodněno, doktor Koch umřel v emigraci. Nadále se používalo jako porodnice a léčebna pro ženy, je tomu tak i v současnosti.
V budově stále sídlí Kochovo sanatorium.

## Exotická zahrada
Dr. Koch se rozhodl zpříjemnit pacientkám pobyt i zřízením exotické zahrady, která je nedílnou součástí sanatoria. Za objektem založil slovenský botanik a zahradník Arboreta Mlyňany Jozef Mišák dendrologicky pestrou zahradu. Rostliny byly vysázeny podle zásady zeleně po celý rok. Původně zde bylo vysazeno 120 druhů, z toho 30 jehličnatých a 26 listnatých, stálezelených cizokrajných dřevin. Zahrada byla zasazena do svažitého terénu, proto byla upravena na několik teras spojených stezkami. Nacházely se zde lavičky, fontána upravená pro kaskádovité padání vody, mnohé intimní zákoutí. Moderní sochy jako Matka s dítětem nebo Milenci umocňovali pocit galerie pod širým nebem. Svou funkcí jako zahrada pro pacienty je na Slovensku ojedinělá. Její řešení bylo úzce spjaty s rekreačními složkami a rehabilitačními prvky jako bazén a plocha, plató na sezení sloužící jako tzv. sluneční lázeň.
V současnosti se pracuje na záchraně jednotlivých soch a architektonických prvcích zahrady.